# Dürschnitz
Dürschnitz (historisch auch: Tirschnitz) ist der Name eines Ortsteils der Stadt Bayreuth.

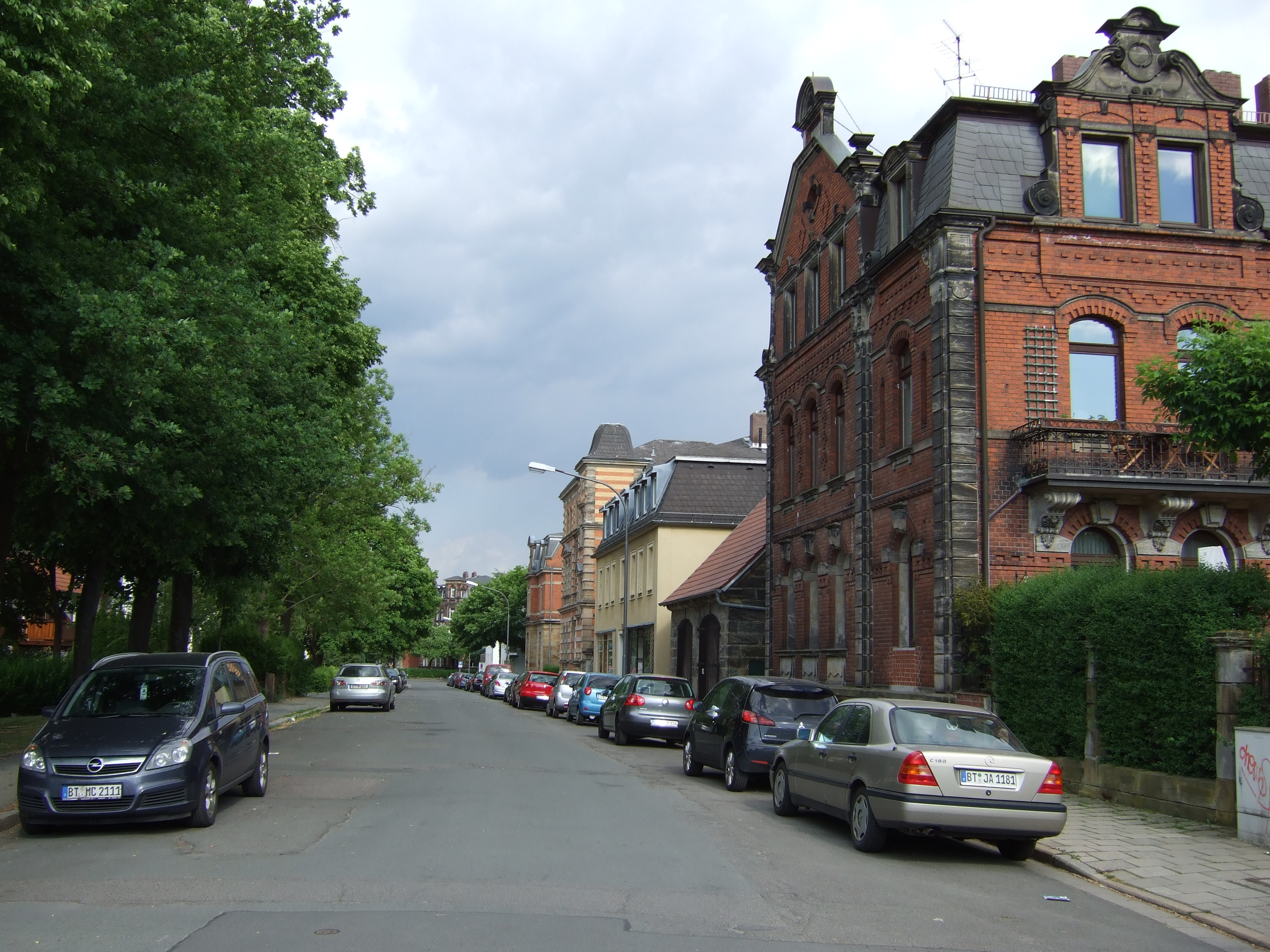
Ehemalige Hauptachse untere Königsallee (bis ca. 1939: Dürschnitz)

## Lage

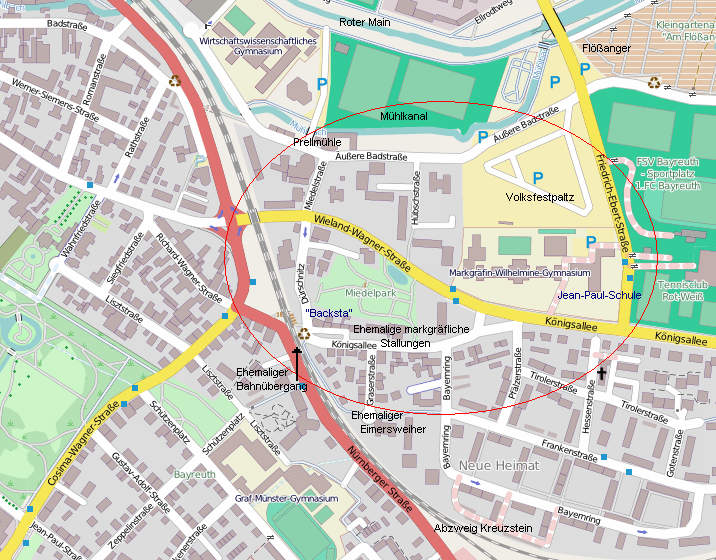
Plan der Dürschnitz

Die Dürschnitz liegt östlich der historischen Innenstadt. Sie wird in etwa vom Mühlkanal des Roten Mains, der Friedrich-Ebert-Straße, dem Viertel Neue Heimat und dem Hohenzollernring umgrenzt. Der obere Abschnitt der gleichnamigen Straße Dürschnitz (der ca. 1939 in Königsallee umbenannt wurde) war bis 1967 die Hauptachse des Quartiers. Sie führte von der Äußeren Badstraße zum 1967 aufgelassenen Bahnübergang und nach einem rechtwinkligen Knick weiter bis zur Jean-Paul-Schule. Der letztgenannte Abschnitt ist heute der Beginn der Königsallee, der erstgenannte wurde bis zur Kreuzung mit der Wieland-Wagner-Straße zur Miedelstraße.
Das Terrain gliedert sich in zwei weitgehend waagrechte Niveaus und einen sie verbindenden Hang. Der obere Teil der Dürschnitz umfasst die Königsallee und die Graserstraße, der untere die Miedelstraße, die Hübschstraße und einen Teil der Äußeren Badstraße. Dort liegt an der nicht klar definierten Grenze zum Gebiet Flößanger der städtische Volksfestplatz. Nördlich und südlich der Bebauung befanden sich noch im 18. Jahrhundert hauptsächlich Sumpfland und mehrere künstlich angelegte Fischteiche, darunter der vom Tappert gespeiste Eimersweiher.
Fließgewässer waren der Mühlkanal, wo sich auf einer künstlichen Insel der Städtische Holzgarten befand, und der Tappert, ein schmaler, offener Kanal, der vom Glasenweiher kommend in Höhe der Graserstraße nach Westen abknickte und entlang der Hangkante in die Innenstadt führte.

## Geschichte

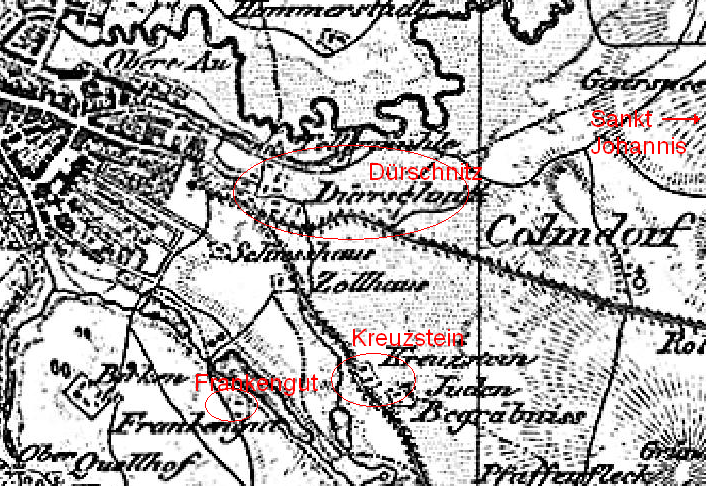
Dürschnitz mit Kreuzstein und Frankengut vor 1864

Bahnübergang an der Dürschnitz, Blickrichtung Richard-Wagner-Straße (um 1910)

Bis zur Eingemeindung im Jahr 1939 gehörte das Gebiet des Ortsteils zu den bis dahin selbstständigen Gemeinden Sankt Johannis und Colmdorf.
Der Name Dürschnitz ist vermutlich wendischer Herkunft (siehe Bavaria Slavica). Keimzelle war der Dürschnitz-Hof, ein großes Anwesen am östlichen Rand der Stadt. Besitzer war 1510 Hans von Saher. Im 15. Jahrhundert wurde es aufgeteilt, die Gebäude wurden 1553 anlässlich einer Belagerung der Stadt niedergebrannt. 1626 erwarb Maria, Ehefrau des Markgrafen Christian, den Hof und kaufte dort fünf Jahre später weiteren Grund hinzu. Zur Dürschnitz gehörten zunächst auch das spätere Frankengut und der Kreuzstein, ehe Markgraf Christian Ernst das Anwesen zerschlagen ließ.
Zu den erhaltenen Gebäuden aus jener Zeit gehört die alte Zapfenschänke, lange Zeit Aufenthaltsort der preußischen Werber. Da die Dürschnitz von Sankt Johannis verwaltet wurde, musste sie ihr Bier von der dortigen Brauerei beziehen. Das Wirtshaus mit dem offiziellen Namen Zum grünen Baum hieß im Volksmund (Zum) „Backsta“. Im Oktober 1806 hatte ein Unbekannter aus dem Schutz einer Hecke heraus Backsteine auf die einrückenden französischen Truppen geworfen. Er richtete zwar keinen Schaden an, hatte die Stadt aber in eine heikle Lage gebracht. In den letzten Jahren seiner Existenz fungierte der „Backsta“ als Rock-Kneipe mit Livemusik und schloss 2011 endgültig seine Pforten.
Ab Mai 1829 residierte die im Jahr 1828 gegründete Bürgerressource im Örtel’schen Gut an der heutigen Wieland-Wagner-Straße. Um 1939 wurde das Haus geselliger Treffpunkt von Kaufleuten und Handwerkern. abgerissen. Am 28. Juli 1866 standen sich an der Dürschnitz im Verlauf des Preußisch-Österreichischen Kriegs preußische und bayerische Truppen gegenüber. Nach einem kleinen Gefecht wurde ein siebenstündiger Waffenstillstand vereinbart, tags darauf wurden die Bayern bei Seybothenreuth geschlagen.
Bereits 1745 ist in der Dürschnitz ein Park nachweisbar, Miedels-Gut oder auch Miedel’scher Garten genannt. Dort war Jean Paul ein gern gesehener und häufiger Gast. Der kleine Park wurde 1987/88 neu gestaltet und ist seither öffentlich zugänglich. Das Wohnhaus wechselte mehrmals den Eigentümer und ist seit den 1920er Jahren nicht mehr im Original erhalten. Nach dem Zweiten Weltkrieg diente das auch „Köhlersche Villa“ genannte Gebäude dem US-amerikanischen Militärgouverneur als Residenz.
Ebenfalls verschwunden sind historische Gebäude an der Königsallee, die teilweise erst in den 1980er Jahren abgerissen wurden, darunter die markgräflichen Jagdstallungen. An deren Stelle stehen jetzt moderne Wohnhäuser. Gegenüber sowie in der Graserstraße und der verbliebenen Straße Dürschnitz sind ältere Bauten aus der wilhelminischen Zeit, zum Teil im Jugendstil, erhalten geblieben. Drei dieser Häuser wurden unter Denkmalschutz gestellt.
Zwischen dem Markgräfin-Wilhelmine-Gymnasium und der Äußeren Badstraße liegt der 1964 eröffnete städtische Volksfestplatz. Das erste Bayreuther Volksfest wurde 1910 vom Fremdenverkehrsverein am Mainflecklein veranstaltet, in der Zeit nach dem Zweiten Weltkrieg fand die Veranstaltung zunächst an der heutigen Albrecht-Dürer-Straße statt. In der Zeit des Nationalsozialismus diente das Gelände als „Gausportfeld“, bis in die 1960er Jahre hinein dann als Standort einer Barackensiedlung für Ausgebombte und Flüchtlinge.
Der Bereich um die Hübschstraße wurde in den 1960er Jahren mit großen Wohnblöcken bebaut.

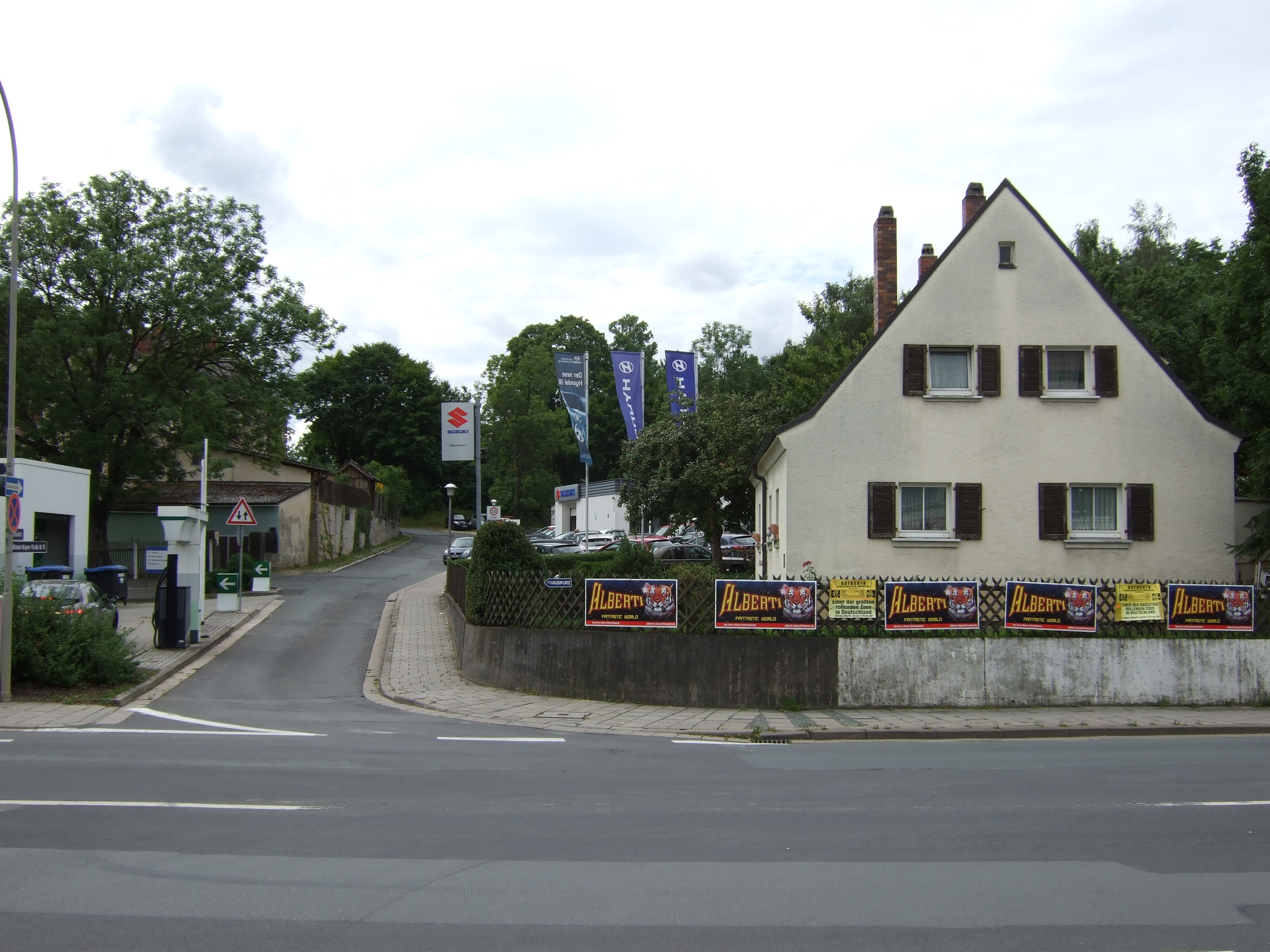
Aktuelle Straße Dürschnitz
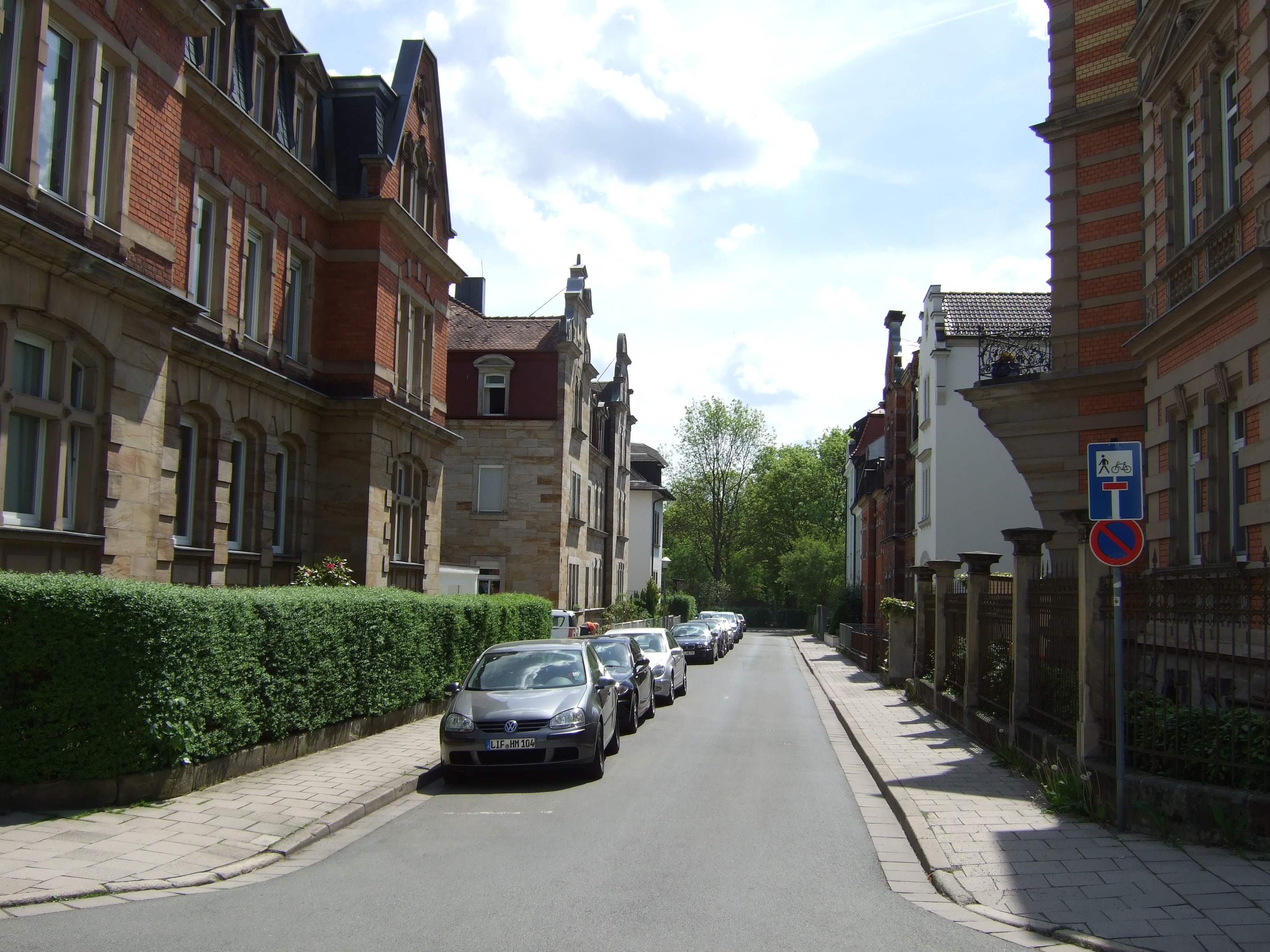
Graserstraße
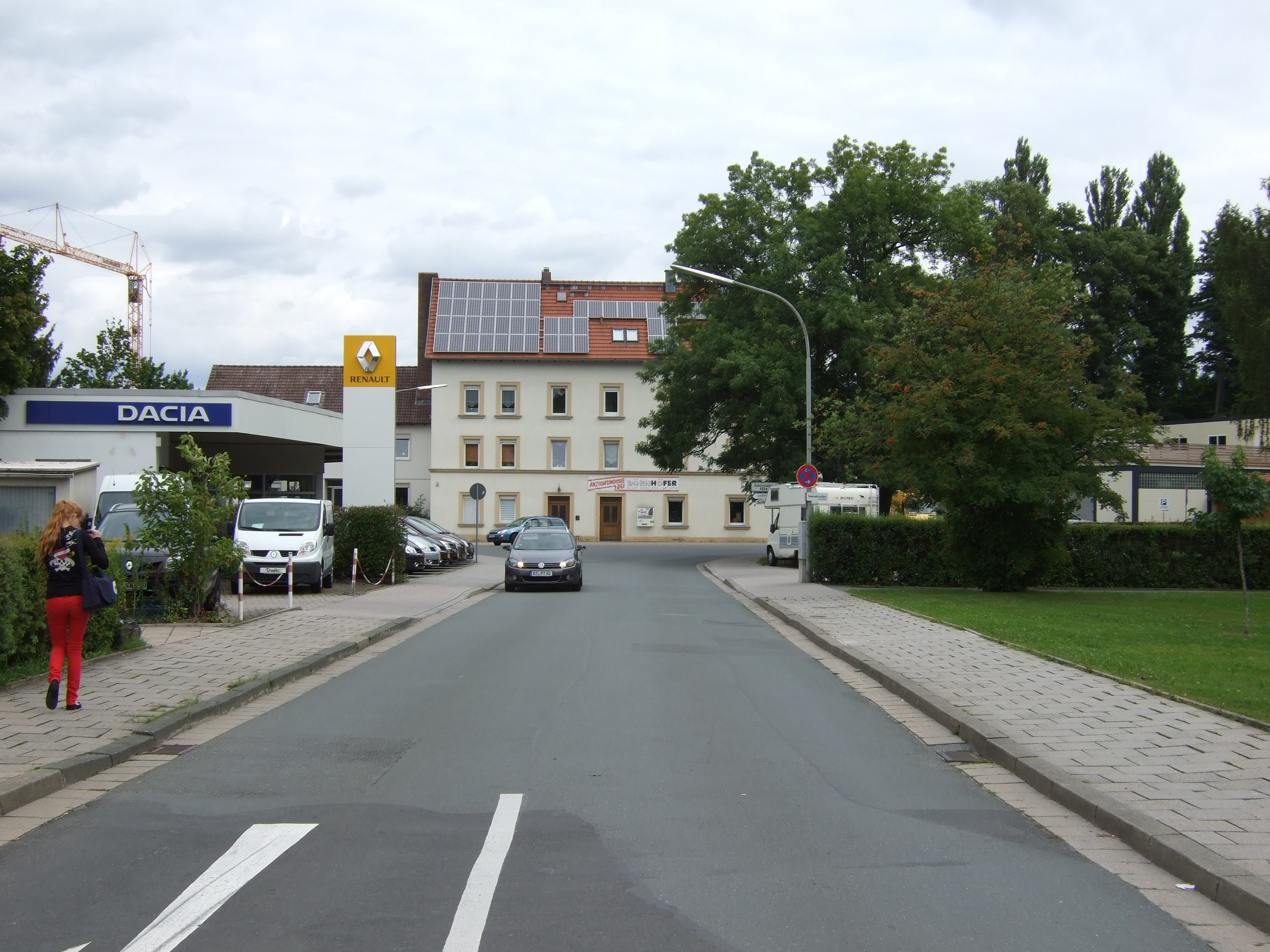
Miedelstraße mit ehemaliger Prellmühle
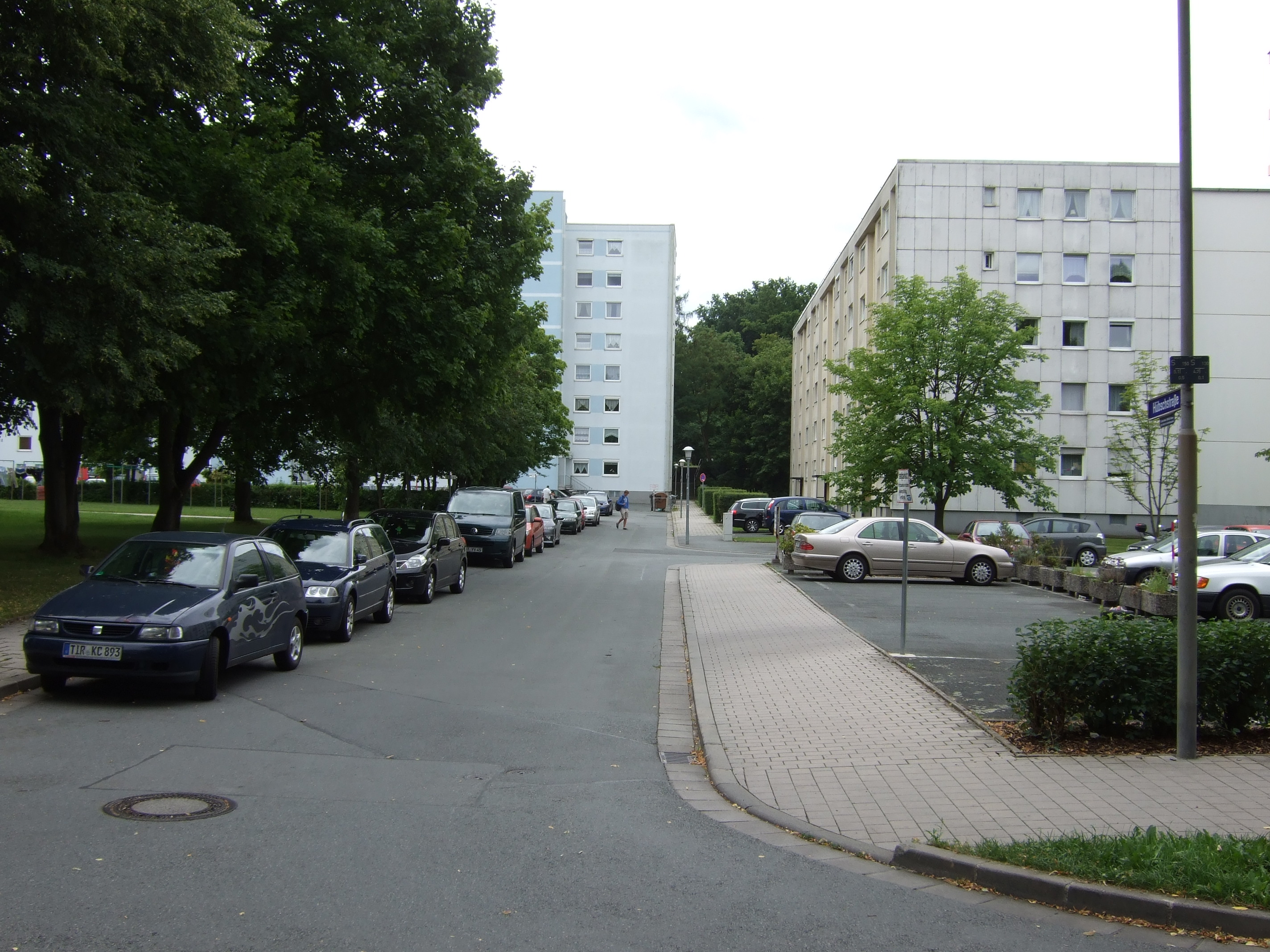
Wohnblöcke an der Hübschstraße
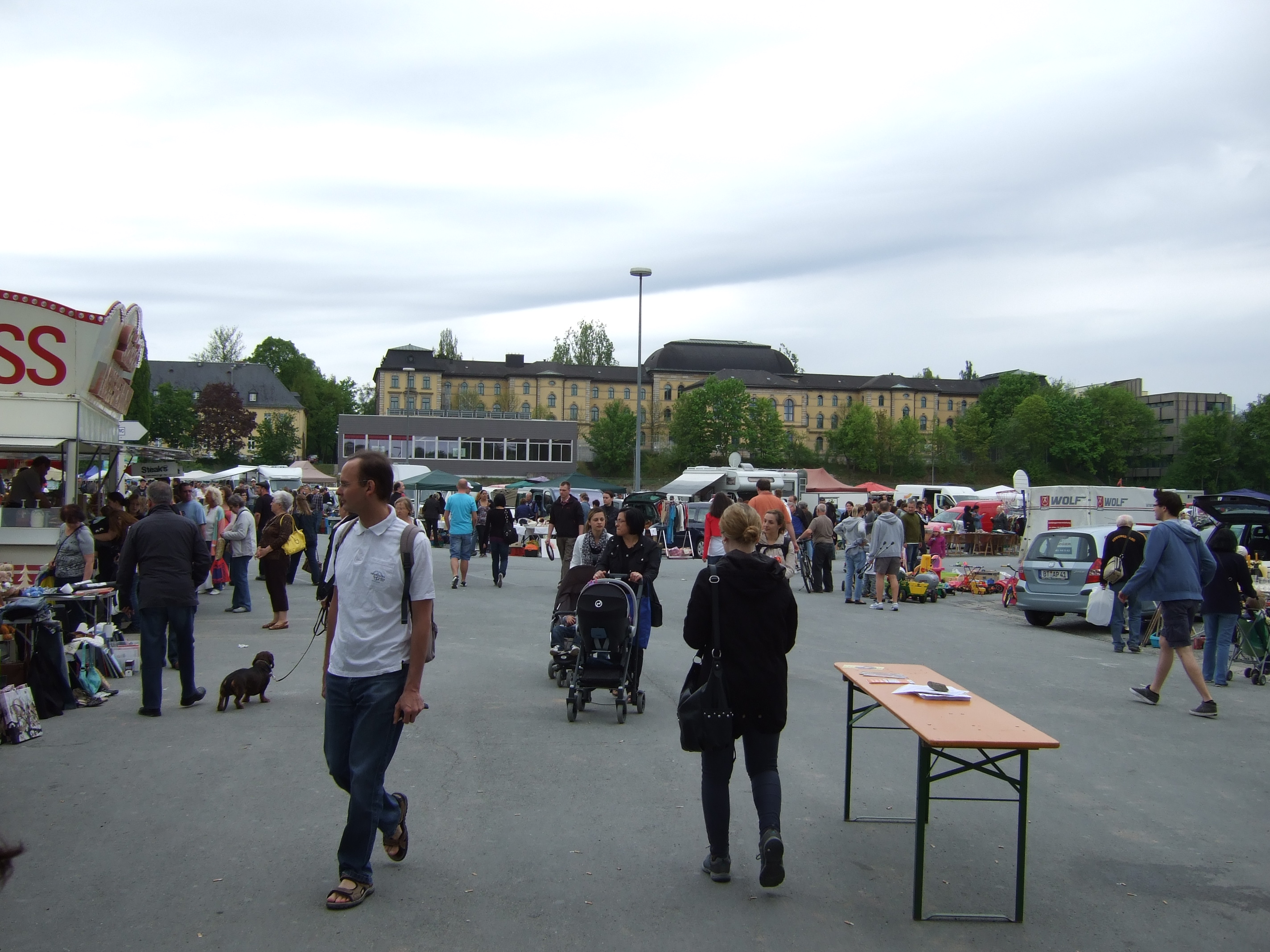
Flohmarkt auf dem Volksfestplatz mit Rückseite des Markgräfin-Wilhelmine-Gymnasiums

## Bildungseinrichtungen

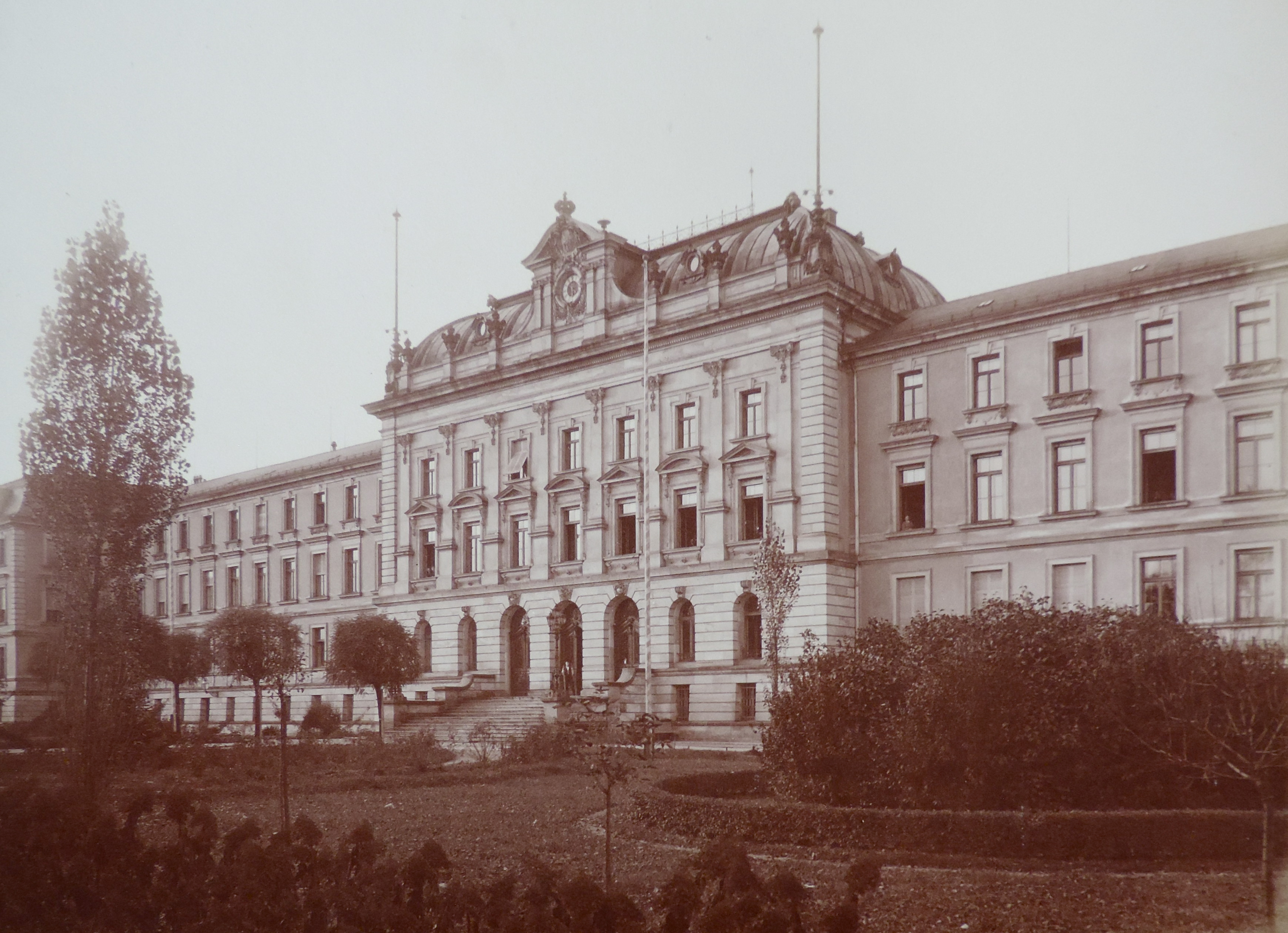
Königliche Lehrerbildungsanstalt, 1895

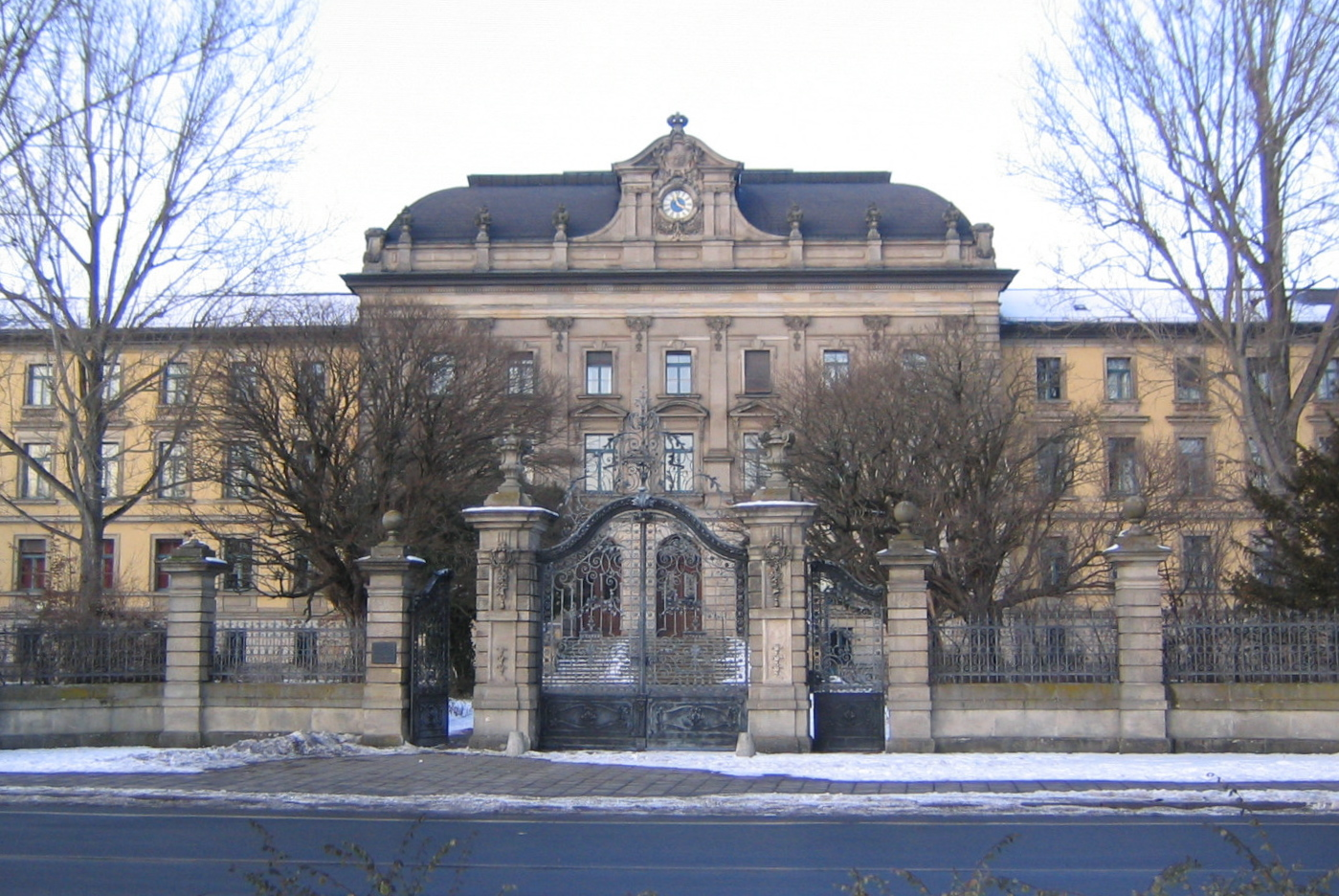
Markgräfin-Wilhelmine-Gymnasium

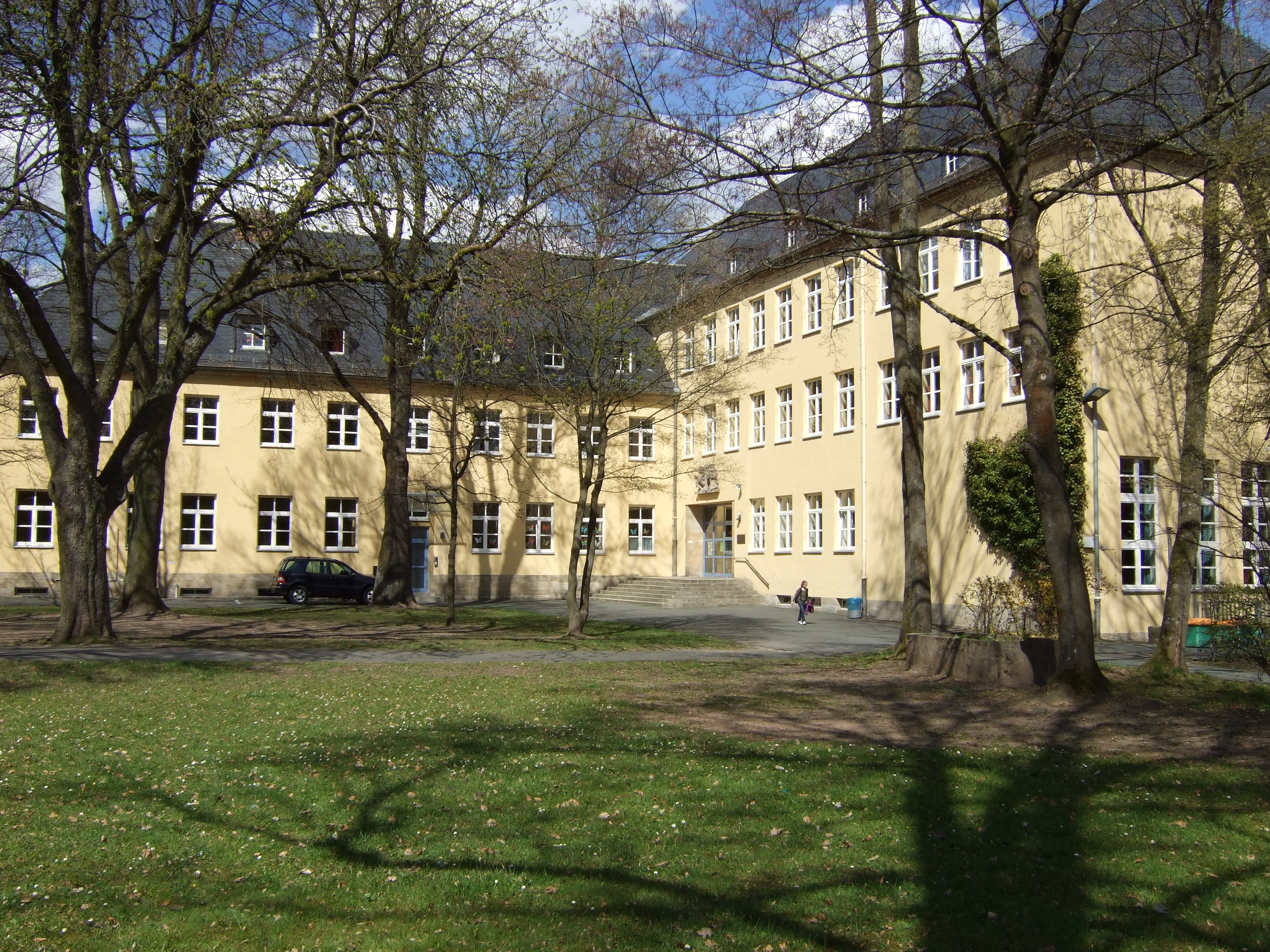
Jean-Paul-Schule

Am östlichen Ende der Dürschnitz wurde 1895 die „Königliche Lehrerbildungsanstalt“ ihrer Bestimmung übergeben. Der 750.00 Mark teuere Bau diente zunächst der Ausbildung evangelischer Volksschullehrer. Aus dem Lehrerseminar wurde 1936 die Hochschule für Lehrerbildung, 1942 eine Lehrerbildungsanstalt für Mädchen, 1956 das Institut für Lehrerbildung und 1958 die Pädagogische Hochschule der Universität Erlangen-Nürnberg (ab 1964 an einem neuen Standort). Im September 1949 wurde der Lehrerbildungsanstalt eine Oberschule angegliedert, deren Nachfolger in dem repräsentativen Bau als Markgräfin-Wilhelmine-Gymnasium (1953–1965 „Deutsches Gymnasium“) mit Internat fortbesteht. Während des Ersten Weltkriegs diente das Gebäude als Militärkrankenhaus (Reservelazarett Bayreuth I), ebenso im Zweiten Weltkrieg.
1936 wurde nebenan eine 16-klassige Übungsschule der Hochschule für Lehrerbildung errichtet, deren vierklassiger Vorgänger in einem Anbau des Lehrerseminars untergebracht war. Vom Kriegsende bis 1948 wurde das Gebäude als Flüchtlingskrankenhaus genutzt, die Klassen wurden vorübergehend ausgelagert. 1962 wurde die Übungsschule in Jean-Paul-Schule umbenannt, wobei der Umstand, dass Jean Paul auf seinem Weg zur Rollwenzelei häufig dort vorbeikam, den Stadtrat zu dieser Namensgebung veranlasste.

## Verkehr
1863 wurde die Bahnstrecke Weiden–Bayreuth eröffnet, die den westlichen Rand des Gebiets, teilweise auf einem aufgeschütteten Damm, durchschneidet. 1877 kam parallel die Bahn nach Nürnberg dazu, von der später am Kreuzstein die Strecken nach Hollfeld (1904) und Thurnau (1909) abzweigten. Im Januar 2022 sprach sich der Stadtrat einstimmig für die Anlage eines Eisenbahn-Haltepunkts in der Dürschnitz aus.
Bis 1967 war die obere Straße Dürschnitz (ab ca. 1939: Königsallee) in der Verlängerung der Richard-Wagner-Straße als Bundesstraße 22 Hauptausfallstraße in Richtung Osten. Der Verkehr in Richtung Kemnath und Weiden kreuzte nahe dem Backsta die beiden Gleise der vier Bahnstrecken. Entsprechend oft staute sich dort der Verkehr, zumal die Schranken oft lang geschlossen blieben, um mehrere Züge nacheinander passieren zu lassen. Unmittelbar westlich des Bahnübergangs zweigten zudem mit der Nürnberger Straße die kombinierten Bundesstraßen 2 und 85 als Ausfallstraße nach Süden ab.
Dieses Hindernis für den Autoverkehr auf allen drei die Stadt querenden Bundesstraßen wurde 1967 durch eine Straßenunterführung ca. 150 Meter nördlich davon ersetzt. Die neu gebaute Wieland-Wagner-Straße führt von dort schräg den Hang hinauf und erreicht vor dem Markgräfin-Wilhelmine-Gymnasium die Königsallee. Am Standort des Bahnübergangs verblieb eine Unterführung für Fußgänger, die die aus westlicher Richtung kommenden Schüler ab 1966 um eine glaubhafte Ausrede fürs Zuspätkommen brachte.
Im Ortsteil liegt die Bushaltestelle Wieland-Wagner-Straße der Stadtbuslinien 302 und 307. Die von den Linien 304 und 311 bediente Haltestelle Dürschnitz liegt westlich der Bahnstrecke und ist von Osten her nur durch die beiden Unterführungen erreichbar. Immer wieder wird ein Eisenbahnhaltepunkt Dürschnitz gefordert, der den öffentlichen Personenverkehr besser verknüpfen und zeitraubende Umwege ersparen würde. In dessen Einzugsbereich lägen mehrere weiterführende Schulen, darunter das Graf-Münster-Gymnasium, sowie verschiedenen Begegnungs- und Sportstätten.

## Handel und Gewerbe
An der Einmündung der Miedelstraße in die Äußere Badstraße steht das Gebäude der einstigen Prellmühle. Am Mühlkanal wurde früher Holzwirtschaft betrieben, das Triftholz gelangte über die Warme Steinach und den Roten Main aus dem Fichtelgebirge dorthin. Eine weitere Wirtschaftsfunktion hatten die zahlreichen Fischweiher.
In der verkehrsreichen Königsallee waren in den 1960er Jahren ein Lebensmittelgeschäft, zwei Bäckereien, eine Metzgerei und ein Milchgeschäft ansässig, die aufgrund der Verlagerung des Verkehrs ab 1967 bald schließen mussten.
Im Quartier existieren ein Autohaus und zwei Tankstellen, eine weitere unmittelbar westlich des Bahnübergangs verschwand mit dem Bau des Hohenzollernrings. In der ehemaligen Prellmühle befindet sich ein Fachgeschäft für Tiernahrung.